# フェートメーカー
フェートメーカーはアメリカ合衆国で生まれ、日本で調教された競走馬で、父スワップスの晩年の産駒。当馬が誕生した約8カ月後の同年11月に父スワップスは死亡した。

## 競走成績
外国産馬として出走条件に制約を抱えるなか、まずは南関東公営競馬で出走。赤間清松が騎手を務めた。1975年1月、大井競馬場でのデビュー戦は2着に8馬身、2戦目は同じく15馬身の差を付ける圧勝で話題となった。しかし特別競走2勝を含む5連勝を記録したところで故障し、以降当地では出走していない。
その後中央競馬に移籍し、1977年から1978年にかけて6戦を消化したが、1978年4月に京都競馬場で行われた600万円以下条件の特別競走で2着があったものの、ほかはすべて惨敗であった。

## 種牡馬成績
引退後は北海道・新冠町の森牧場で種牡馬となる。当初の種付け料は10万円。種付け頭数は1年目の1979年が19、2年目が31または32であったが、2年目の産駒のなかからカウンテスアップが活躍したことで、1985年には72まで増加。1991年には地方競馬のサイアーランキングで2位となるなど結果を残した。

### おもな産駒
- カウンテスアップ（川崎記念3連覇など、通算29勝）[4]
- フェートノーザン（全日本サラブレッドカップ、帝王賞、ブリーダーズゴールドカップなど）[4]
- リバーストンキング（北海優駿、ダービーグランプリ）[4]

ブルードメアサイアーとしてはトミシノポルンガ（ダービーグランプリなど）、ウットマン（全日本サラブレッドカップなど）らを輩出した。

## 血統
| フェートメーカーの血統    | フェートメーカーの血統          | フェートメーカーの血統 | （血統表の出典）   | （血統表の出典） |
| 父系                      | ケーレッド系                    | ケーレッド系           | ケーレッド系       | [ § 2 ]          |
| 父 Swaps 1952 栗毛        | 父の父Khaled 1943 鹿毛          | Hyperion               | Gainsborough       | Gainsborough     |
| 父 Swaps 1952 栗毛        | 父の父Khaled 1943 鹿毛          | Hyperion               | Selene             |                  |
| 父 Swaps 1952 栗毛        | 父の父Khaled 1943 鹿毛          | Eclair                 | Ethnarch           | Ethnarch         |
| 父 Swaps 1952 栗毛        | 父の父Khaled 1943 鹿毛          | Eclair                 | Black Ray          |                  |
| 父 Swaps 1952 栗毛        | 父の母Iron Reward 1946 鹿毛     | Beau Pere              | Son-in-Law         | Son-in-Law       |
| 父 Swaps 1952 栗毛        | 父の母Iron Reward 1946 鹿毛     | Beau Pere              | Cinna              |                  |
| 父 Swaps 1952 栗毛        | 父の母Iron Reward 1946 鹿毛     | Iron Maiden            | War Admiral        | War Admiral      |
| 父 Swaps 1952 栗毛        | 父の母Iron Reward 1946 鹿毛     | Iron Maiden            | Betty Derr         |                  |
| 母 A-Bee Ba-Bee 1964 栗毛 | 母の父*ナディア Nadir 1955 鹿毛 | Nasrullah              | Nearco             | Nearco           |
| 母 A-Bee Ba-Bee 1964 栗毛 | 母の父*ナディア Nadir 1955 鹿毛 | Nasrullah              | Mumtaz Begum       |                  |
| 母 A-Bee Ba-Bee 1964 栗毛 | 母の父*ナディア Nadir 1955 鹿毛 | Gallita                | Challenger         | Challenger       |
| 母 A-Bee Ba-Bee 1964 栗毛 | 母の父*ナディア Nadir 1955 鹿毛 | Gallita                | Gallette           |                  |
| 母 A-Bee Ba-Bee 1964 栗毛 | 母の母Stay Smoochie 1955 栗毛   | Alquest                | Questionnaire      | Questionnaire    |
| 母 A-Bee Ba-Bee 1964 栗毛 | 母の母Stay Smoochie 1955 栗毛   | Alquest                | Lilac Day          |                  |
| 母 A-Bee Ba-Bee 1964 栗毛 | 母の母Stay Smoochie 1955 栗毛   | Paigle                 | Jack High          | Jack High        |
| 母 A-Bee Ba-Bee 1964 栗毛 | 母の母Stay Smoochie 1955 栗毛   | Paigle                 | Marsh Marigold     |                  |
| 母系(F-No.)               | (FN:2-o)                        | (FN:2-o)               | (FN:2-o)           | [ § 3 ]          |
| 5代内の近親交配           | Sir Gallahad 5×5･5              | Sir Gallahad 5×5･5     | Sir Gallahad 5×5･5 | [ § 4 ]          |
| 出典                      | 1. 2. 3. 4.                     | 1. 2. 3. 4.            | 1. 2. 3. 4.        | 1. 2. 3. 4.      |

2歳下の半弟も日本に輸入され、ヒカリシルバーの名で4勝を中央競馬で挙げ、引退後には種牡馬となった。祖母のStay Smoochieはジャスミンステークスに勝っている。